# Lucious Jackson
Pour les articles homonymes, voir Luke Jackson et Jackson.
Lucious Jackson, dit Luke Jackson, né le 31 octobre 1941 à San Marcos (Texas) et mort le 12 octobre 2022 à Houston (Texas), est un joueur américain de basket-ball.

## Biographie
Natif de San Marcos, Texas, Jackson joua à l'université du Texas Pan-American et fut membre de l'équipe américaine médaillée d'or aux Jeux olympiques 1964 de Tokyo. Il participa aussi au championnat du monde 1963.
Jackson disputa huit saisons (1964–1972) avec les 76ers de Philadelphie en NBA. Ailier-fort de 2,06 m pouvant évoluer occasionnellement au poste de pivot, il fut nommé dans la NBA All-Rookie Team lors de la saison 1964-1965 avec des moyennes de 14.8 points et 12.9 rebonds par match. Il disputa le NBA All-Star Game lors de cette même saison. Coéquipier de Wilt Chamberlain, Jackson était titulaire lors de la saison 1966-1967 de l'équipe des 76ers de Philadelphie qui interrompit le règne de huit titres consécutifs des Celtics de Boston.

## Statistiques

### Saison régulière
Légende :
| Champion NBA |

gras = ses meilleures performances
| Saison        | Équipe        | Matchs | Titul. | Min./m | % Tir | % 3pts | % LF | Rbds/m. | Pass/m. | Int/m. | Ctr/m. | Pts/m. |
| ------------- | ------------- | ------ | ------ | ------ | ----- | ------ | ---- | ------- | ------- | ------ | ------ | ------ |
| 1964-1965     | 76ers         | 76     | 76     | 34.1   | .414  | .000   | .713 | 12.9    | 1,2     |        |        | 14.8   |
| 1965-1966     | 76ers         | 79     | 79     | 24.9   | .401  | .000   | .738 | 8.6     | 1.7     |        |        | 8.2    |
| 1966-1967     | 76ers         | 81     | 81     | 29.3   | .438  | .000   | .759 | 8.9     | 1.4     |        |        | 12.0   |
| 1967-1968     | 76ers         | 82     | 82     | 31.3   | .433  | .000   | .719 | 10.6    | 1.7     |        |        | 11.8   |
| 1968-1969     | 76ers         | 25     | 25     | 33.6   | .437  | .000   | .711 | 11.4    | 2.2     |        |        | 14.4   |
| 1969-1970     | 76ers         | 37     | 37     | 15.8   | .392  | .000   | .741 | 5.4     | 1.4     |        |        | 5.5    |
| 1970-1971     | 76ers         | 79     | 79     | 22.5   | .376  | .000   | .693 | 7.2     | 1.9     |        |        | 6.7    |
| 1971-1972     | 76ers         | 63     | 63     | 17.2   | .396  | .000   | .692 | 4.9     | 1.4     |        |        | 5.8    |
| Carrière      | Carrière      | 522    | 522    | 26.4   | .415  | .000   | .722 | 8.8     | 1.6     |        |        | 9.9    |
| All-Star Game | All-Star Game | 1      | 1      | 15.0   | .400  | –      | .500 | 1.0     | 1.0     | –      | –      | 5.0    |

### Playoffs
| Saison   | Équipe   | Matchs | Titul. | Min./m | % Tir | % 3pts | % LF  | Rbds/m. | Pass/m. | Int/m. | Ctr/m. | Pts/m. |
| -------- | -------- | ------ | ------ | ------ | ----- | ------ | ----- | ------- | ------- | ------ | ------ | ------ |
| 1965     | 76ers    | 11     | 11     | 29.2   | .338  | .000   | .781  | 7.2     | 2.2     |        |        | 10.3   |
| 1966     | 76ers    | 5      | 5      | 32.6   | .429  | .000   | .818  | 8.8     | 1.6     |        |        | 12.0   |
| 1967     | 76ers    | 15     | 15     | 36.2   | .398  | .000   | .725  | 11.7    | 2.0     |        |        | 11.0   |
| 1968     | 76ers    | 13     | 13     | 33.2   | .392  | .000   | .686  | 8.8     | 1.2     |        |        | 11.4   |
| 1970     | 76ers    | 5      | 5      | 14.6   | .474  | .000   | 1.000 | 6.6     | 0.6     |        |        | 4.0    |
| 1971     | 76ers    | 7      | 7      | 22.9   | .421  | .000   | .700  | 8.7     | 1.6     |        |        | 5.6    |
| Carrière | Carrière | 56     | 56     | 30.2   | .389  | .000   | .743  | 9.1     | 1.6     |        |        | 9.7    |